# 魯爽
魯 爽（ろ そう、生年不詳 - 孝建元年4月20日（454年6月1日））は、中国の南北朝時代の軍人。小名は女生。本貫は扶風郡郿県。

## 経歴
魯軌の子として生まれた。若くして武芸に優れ、北魏の太武帝の側近として仕えた。元嘉26年（449年）、父が死去すると、魯爽は寧南将軍・荊州刺史に任じられ、襄陽公の封を嗣ぎ、長社に駐屯した。幼いころから北方の風俗に馴染んで、漢民族の習俗を知らなかった。また酒席での過失のため、太武帝に殺されそうになったこともあった。
元嘉27年（450年）、太武帝が南征の軍を起こすと、魯爽は永昌王拓跋仁の下で従軍して寿陽に向かい、弟の魯瑜とともに劉康祖を尉武で撃破した。魏軍が瓜歩に到達すると、魯爽は弟の魯秀とともに南朝宋に帰順する計画を立てた。元嘉28年（451年）、太武帝が湖陸まで撤退すると、魯爽はともに国都に帰ることを帝に伝えて油断させつつ、夜のうちに側近を連れて魏兵を殺し、虎牢に入った。
魯爽の三弟が北に残っていたが、家族や亡命を希望する人々を連れて脱出し、汝南に入っていた。魯爽は魯秀を派遣して許昌から寿陽に向かわせ、宋の南平王劉鑠のもとに帰順の意志を伝えさせた。魯爽は宋の都督司州陳留東郡済陰濮陽五郡諸軍事・征虜将軍・司州刺史に任じられた。汝南に入ると、都督豫州之義陽宋安二郡諸軍事の任を加えられ、義陽内史を兼ねた。北魏から連れてきた部下6883人を率いて義陽に駐屯した。魯氏の墳墓は北魏により破壊された。
元嘉29年（452年）4月、建康に入った。5月、魯秀らとともに4万の兵を率いて、許昌・洛陽方面に進出した。8月、北魏の長社戍主永平公禿髪幡が城を棄てて逃げ出した。北魏の豫州刺史の拓跋僕蘭の襲撃を受けたが、魯秀の奮戦により撃退した。魯爽は虎牢に進攻し、水軍を黄河に入れてその水門を遮断した。王玄謨が碻磝を攻撃して落とせずに撤退すると、魯爽も自軍をまとめて南に撤退した。曲強で北魏の追撃を受けたが、魯爽は自ら奮戦して撃退した。
元嘉30年（453年）、劉劭が文帝を殺害すると、南譙王劉義宣が劉劭を討つべく起兵したため、魯爽はその命を受け部下を率いて襄陽に入り、雍州刺史の臧質とともに江陵に向かった。劉義宣により平北将軍の号を受け、巴陵郡太守・度支校尉を兼ねた。魯爽は江陵に留まったが、劉劭の乱が平定されると、使持節・都督豫司雍秦并五州諸軍事・左将軍・豫州刺史に任じられて、寿陽に駐屯した。
孝建元年（454年）、劉義宣は魯爽と相談してこの年の秋を期して反乱を計画していた。しかし魯爽は深酒に酔って劉義宣の指示に反し早い起兵に先走った。その部下には黄標を載せて区別させ、ひそかに法服を造って登極し、建平元年と元号を建てた。長史の韋処穆や中兵参軍の楊元駒および治中の庾騰之が同心しなかったため、かれらを殺害した。劉義宣は魯爽の起兵に狼狽しながらやむなく挙兵し、魯爽に征北将軍の号を与えた。征北府戸曹が「丞相の劉は天子に補任される。名は義宣」という文書を出したため、劉義宣はまたも驚愕した。
魯爽は歴陽に進出し、采石から長江を渡って臧質とともに水陸で建康に迫ろうとした。孝武帝は薛安都・垣護之・沈慶之らを派遣して反乱討伐にあたらせ、官軍は魯爽の軍と小峴で遭遇した。会戦に先だって魯爽はまたも飲酒して泥酔しており、薛安都に乗馬ごと引き倒されて、その側近に斬首された。首級は建康に送られた。官軍が寿陽に進軍すると、魯爽の子弟はみな殺害された。

## 伝記資料
- 『宋書』巻74 列伝第34
- 『南史』巻40 列伝第30